# Arbeitsgericht Wehlau
Das Arbeitsgericht Wehlau war ein preußisches Arbeitsgericht mit Sitz in Wehlau.

## Geschichte
Gemäß Arbeitsgerichtsgesetz vom 23. Dezember 1926 wurden in Deutschland Arbeitsgerichte gebildet. Diese waren nur in der ersten Instanz unabhängig, die Landesarbeitsgerichte waren den Landgerichten zugeordnet. Am Landgericht Königsberg entstand so 1927 das Landesarbeitsgericht Königsberg als einziges Landesarbeitsgericht im Bezirk des Oberlandesgerichtes Königsberg. In Wehlau entstand das Arbeitsgericht Wehlau. Sein Sprengel umfasste den Bezirke der Amtsgerichte Allenburg, Tapiau und Wehlau. Es bestand jeweils eine Kammer für Arbeiter und Angestellte. Die zuständige Kammer für Handwerk befand sich beim Arbeitsgericht Königsberg.
Im Jahre 1945 wurde der Arbeitsgerichtsbezirk unter polnische Verwaltung gestellt, und die deutschen Einwohner wurden vertrieben. Damit endete auch die Geschichte des Arbeitsgerichtes Wehlau.